# William Fitzalan (9e comte d'Arundel)
William Fitzalan, 9e comte d'Arundel, 6e baron Maltravers (23 novembre 1417 - 1487) est un noble anglais.

## Biographie
Né le 23 novembre 1417, William est le deuxième fils de John Fitzalan (6e comte d'Arundel) (en) (1385-1421), et d'Eleanor Berkeley (morte en 1455), fille de John de Berkeley de Beverston.
Son frère aîné John FitzAlan (7e comte d'Arundel), est décédé le 12 juin 1435. Le titre passe au neveu de William, Humphrey Fitzalan, 8e comte d'Arundel, qui n'a que six ans et pas de descendance. William devient ainsi l'héritier présomptif et, lorsque Humphrey meurt trois ans plus tard, le 24 avril 1438, il hérite du titre.
William est convoqué au Grand Conseil de février 1458. Il est l'un des rares nobles à se battre d'abord pour la maison de Lancastre, puis à soutenir la maison d'York. Il combat lors de la bataille de Ludford Bridge en 1459 pour Lancastre, et plus tard lors de la deuxième bataille de St Albans (17 février 1461) en tant que partisan de la maison d'York. Les Yorkistes sont commandés par son beau-frère Richard Neville (16e comte de Warwick).
Édouard IV le nomme chevalier de la Jarretière en 1471, probablement en raison de son soutien lors de la Guerre des Deux-Roses. Il est Gouverneur des Cinq-Ports en 1471 et de 1483 à 1487.

## Mariage et descendance
Il épouse Joan Neville, fille aînée de Richard Neville (5e comte de Salisbury), et Alice Montagu. Alice est une fille de Thomas Montagu et d'Eleanor Holland. Eleanor est la fille de Thomas Holland (2e comte de Kent), et d'Alice FitzAlan.
William et Joan ont cinq enfants :
- Thomas Fitzalan (10e comte d'Arundel) (1450-1524).
- William Fitzalan, qui a des descendants.
- George Fitzalan.
- John Fitzalan.
- Marie Fitzalan.